# Faustino I do Haiti
Faustino I do Haiti (nascido Faustin - Élie Soulouque; Petit-Goâve,15 de novembro de 1782 – Petit-Goâve, 06 de outubro de1867) foi um oficial de carreira e general do exército haitiano, eleito presidente do Haiti em 1847 e proclamado imperador do país em 1849.

## Carreira
Após assumir o trono purgou o exército dos membros da elite branca e mulata que até então dominava o país, colocando em seu lugar, especialmente nos cargos administrativos, negros que eram seus aliados, criando também uma polícia secreta e um exército pessoal. No mesmo ano criou uma nobreza negra. Suas tentativas mal-sucedidas de reconquistar a República Dominicana minaram seu controle da situação no país, no entanto, e em uma conspiração liderada pelo general Fabre Nicolas Geffrard forçou-o a abdicar em 1859.

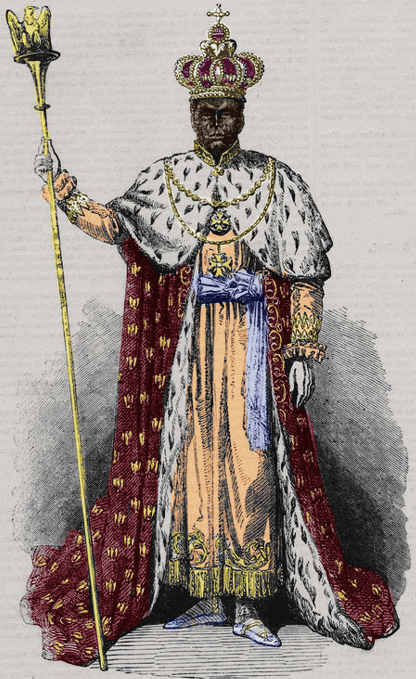
Faustino I, Imperador do Haiti, 1849–1859, The Illustrated London News, 16 de fevereiro de 1856